# TSG 1899 Hoffenheim (női csapat)
A Turn- und Sportgemeinschaft 1899 Hoffenheim e.V., röviden 1899 Hoffenheim, egy német sportegyesület, amelynek van női labdarúgó szakosztálya is, amely a német női első osztályban szerepel.

## Klubtörténet
2007-ben megalapították meg a női szakosztályt az 1. FC Mühlhausen és a VfB St. Leon összeolvadásából. Első szezonjukban az ötödosztályban  20 mérkőzésen 152 gólt szereztek. A 2010–2011-es szezonig minden évben bajnoki címmel gazdagodott a klub, míg nem feljutottak a Bundesliga 2-be. A déli csoport harmadik helyén végeztek és a német kupában a legjobb 16 közé jutottak, ahol a Hamburger SV csapata ellen 1–0-ra maradtak alul. A következő szezon során már a bajnokságban a második helyen végeztek a VfL Sindelfingen mögött nyolc pontos lemaradással. A 2012–2013-as szezonban viszont bajnoki címet szereztek, miután egy ponttal többet szereztek az 1. FC Köln csapatától. A kupában a negyeddöntőben a Bayern München búcsúztatta őket.
A 2013–14-es szezonban az élvonalban a kilencedik helyen végeztek. Következő szezonban előre léptek a hatodik pozícióban a tabellán.  

## Szezonok
| Szezon  | Bajnokság                  | Osztály | Helyezés |
| 2007–08 | Verbandsliga Baden         | V       | 1.↑      |
| 2008–09 | Oberliga Baden-Württemberg | IV      | 1.↑      |
| 2009–10 | Regionalliga Süd           | III     | 1.↑      |
| 2010–11 | 2. Bundesliga              | II      | 3.       |
| 2011–12 | 2. Bundesliga              | II      | 2.       |
| 2012–13 | 2. Bundesliga              | II      | 1.↑      |
| 2013–14 | Bundesliga                 | I       | 9.       |
| 2014–15 | Bundesliga                 | I       | 6.       |
| 2015–16 | Bundesliga                 | I       | 8.       |
| 2016–17 | Bundesliga                 | I       | 7.       |
| 2017–18 | Bundesliga                 | I       | 8.       |

Megjegyzés
| ↑ Feljutás | ↓ Kiesés |

## Játékoskeret
2025. augusztus 11-től
| #  |     | Poszt | Név            |
| -- | --- | ----- | -------------- |
| 1  | GER | K     | Laura Dick     |
| 21 | AUT | K     | Sophie Lindner |
| 27 | GER | K     | Juliane Schmid |
| 4  | GER | V     | Lisann Kaut    |
| 5  | AUS | V     | Jamilla Rankin |
| 9  | BEL | V     | Jill Janssens  |
| 13 | NED | V     | Wiëlle Douma   |
| 14 | NED | V     | Lisa Doorn     |
| 22 | GER | V     | Sara Ritter    |
| 20 | GER | V     | Laura Gloning  |
| 30 | GER | V     | Nadine Bitzer  |
| 6  | GER | KP    | Vanessa Diehm  |

| #  |     | Poszt | Név                |
| -- | --- | ----- | ------------------ |
| 8  | HUN | KP    | Sinka Napsugár     |
| 16 | POL | KP    | Dominika Grabowska |
| 17 | GER | KP    | Franziska Harsch   |
| 23 | GER | KP    | Chiara Hahn        |
| 24 | BEL | KP    | Féli Delacauw      |
| 26 | GER | KP    | Janna Grimm        |
| 7  | SUI | CS    | Naomi Luyet        |
| 11 | AUT | CS    | Linda Natter       |
| 19 | GER | CS    | Marie Steiner      |
| 25 | GER | CS    | Melissa Kössler    |
| 29 | GER | CS    | Selina Cerci       |

## Korábbi híres játékosok
| - Mara Alber - Stephanie Breitner - Lina Bürger - Kristin Demann - Fabienne Dongus - Tamar Dongus - Jana Feldkamp - Anne Fühner - Chantal Hagel - Isabella Hartig - Mathilde Janzen - Paulina Krumbiegel - Lena Lattwein - Vanessa Leimenstoll - Janina Leitzig | - Sarai Linder - Leonie Maier - Janina Meißner - Leonie Pankratz - Anke Preuß - Birgit Prinz - Maximiliane Rall - Friederike Repohl - Ricarda Schaber - Michaela Specht - Judith Steinert - Martina Tufekovic - Tabea Waßmuth - Michelle Weiß - Gia Corley | - Tine De Caigny - Sharon Beck - Tiffany Cameron - Ivabucsi Mana - Erëleta Memeti - Silvana Chojnowski - Kocsán Petra - Zeller Dóra - Nicole Billa - Julia Hickelsberger - Jennifer Klein - Katharina Naschenweng - Laura Wienroither - Marta Cazalla - Luana Bühler |

## Külső hivatkozások
- A Hoffenheim honlapja